# Abramo
Abramo är en ort i Argentina. Den ligger i provinsen La Pampa, i den centrala delen av landet, 600 kilometer sydväst om huvudstaden Buenos Aires. Enligt Folkräkningen 2001 uppgick antalet invånare till 323 personer.
Närmaste större samhälle är Bernasconi, 9,6 kilometer öster om Abramo.